# L'Offrande grecque
L'Offrande grecque (titre original : Greeks Bearing Gifts) est un roman policier historique de Philip Kerr paru en anglais en 2018 et en français en 2019.
Le titre original (Greeks Bearing Gifts) est une allusion à une phrase de Virgile devenue proverbiale : Timeo Danaos et dona ferentes.

## Résumé
Munich, 1957. Bernie Gunther a désormais une nouvelle identité, Christof Ganz, et met son expérience de policier au service d'une compagnie d'assurances après avoir quitté son poste à la morgue.
On l'envoie à Athènes, où un bateau appartenant à Siegfried Witzel, un ancien soldat de la Wehrmacht, a coulé. Flanqué d'un assistant peu téméraire, Bernie a tout juste le temps de rencontrer l'Allemand que ce dernier est retrouvé mort.
Lorsque Bernie découvre que le bateau a appartenu à un Grec juif déporté à Auschwitz, il comprend que ce n'était pas un accident…

## Galerie

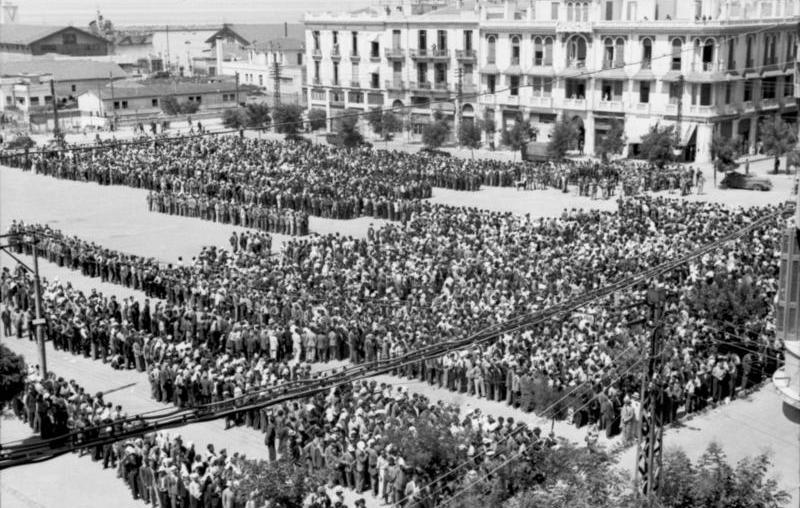
Le rassemblement des Juifs de Salonique, juillet 1942